# Bibliotheksforum Bayern
Das Bibliotheksforum Bayern (BFB) ist eine bibliothekarische Fachzeitschrift.
Die Zeitschrift wurde 1973 gegründet. Bis Heft 1999,2 wurde sie von der Generaldirektion der Bayerischen Staatlichen Bibliotheken herausgegeben, seit Heft 1999,3 von der Bayerischen Staatsbibliothek. Bis Heft 2006,3 erschien sie dreimal im Jahr und publizierte Beiträge zum wissenschaftlichen Bibliothekswesen in Bayern. Sie erschien im Verlag K. G. Saur. 
Seit Heft 2007,1 ist sie mit der Zeitschrift Öffentliche Bibliotheken in Bayern fusioniert und wird vom Bibliotheksverbund Bayern und von der Bayerischen Staatsbibliothek gemeinsam im Selbstverlag herausgegeben. Sie erscheint viermal im Jahr als kostenpflichtige Print- und kostenfreie Onlineausgabe.